# جوان باري (ممثلة)
جوان باري (بالإنجليزية: Mary Louise Gribble)‏ هي ممثلة أمريكية، ولدت في 24 مايو 1920 في ديترويت في الولايات المتحدة، وتوفيت في 1 أكتوبر 2007.